# Salón de la Fama del Béisbol Profesional de México
El Salón de la Fama del Béisbol Mexicano es un lugar donde se rinde homenaje y se privilegia la memoria de los grandes beisbolistas, cronistas, ampáyer y directivos de nuestro beisbol mexicano. Se encuentra en la ciudad de Monterrey, Nuevo León. 
De 1977 al 2013, el Salón de la Fama se encontraba en las instalaciones de la Cervecería Cuauhtémoc Moctezuma, empresa que se encargó de su mantenimiento. El 25 de agosto de 2011 el presidente de la Liga Mexicana de Béisbol, el C.P. Plinio Escalante, informó que las instalaciones del Salón de la Fama del Béisbol Mexicano cambiarían de sede debido a que el actual patrocinador, Cervecería Cuauhtémoc Moctezuma- Heineken, había decidido cerrarlo de manera unilateral.
La nueva sede para el Salón de la Fama del Béisbol Profesional de México se ubica en Monterrey, en el interior del Parque Fundidora y a la orilla del Paseo Santa Lucía. Es una obra que ya no guarda ninguna relación administrativa con la empresa cervecera pero que conserva la lista de peloteros entronizados que tuvo el anterior recinto. Las nuevas instalaciones fueron inauguradas el 20 de febrero del 2019 por el presidente de México Andrés Manuel López Obrador.

## Historia

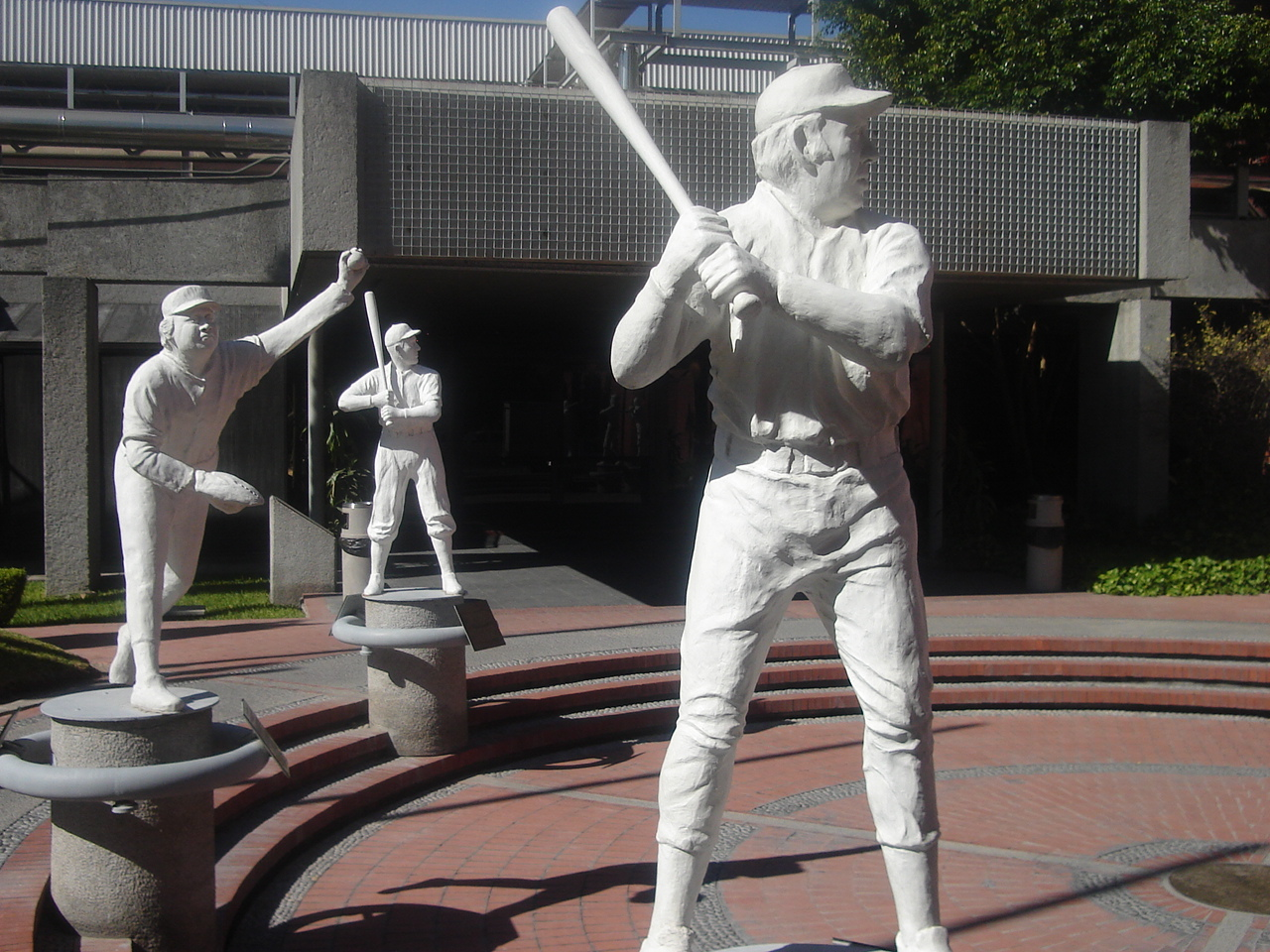
Estatuas en el museo (2007).

En el año de 1939 el cronista Alejandro Aguilar Reyes “Fray Nano” concibió la idea de que México tuviera un Salón de la Fama donde se inmortalizaran las hazañas de quienes han destacado en el Béisbol Profesional de México. Puso en marcha la idea a través del diario deportivo capitalino La Afición, el cual fundó. Invitó a los aficionados a que votaran por los cinco mejores beisbolistas mexicanos de aquellos tiempos mediante cupones que se publicaban en el periódico. Los ganadores fueron Lucas "El Indio" Juárez con 49,427 votos, Antonio Delfín "Lañiza" con 39,464, Julio Molina "El Diamante Blanco" con 18,228, Leonardo "Najo" Alanís con 17,626 y Fernando "Cocuite" Barradas con 11,788. El 11 de junio de 1939, Ernesto Carmona, entonces presidente de la Liga Mexicana de Béisbol develó una placa en su honor, la cual fue colocada en el desaparecido Parque Delta de la Ciudad de México.
Para 1964 la Asociación de Cronistas de la Ciudad de México decidió realizar otra votación para elegir a 6 jugadores más, entre mexicanos y extranjeros, con la idea de que serían inmortalizados en un Salón de la Fama que podría ser construido en un futuro. Los ganadores fueron Ángel Castro, Epitacio "La Mala" Torres, Martín Dihigo, Lázaro Salazar, Ramón Bragaña y Genaro Casas, que había quedado pendiente de la primera encuesta.
En 1971 se creó un comité encargado de la creación, encabezado por Antonio Ramírez Muro, entonces presidente de la Asociación de Ligas Profesionales de Béisbol y de la Liga Mexicana de Béisbol. La Cervecería Cuauhtémoc Moctezuma apoyó la idea de crear el Salón de la Fama del Béisbol Profesional de México, ofreciendo aportar los activos necesarios, así como la infraestructura para su creación y funcionamiento. Dicho ofrecimiento lo hizo el empresario Eugenio Garza Sada quien siempre mostró su gran simpatía por el Rey de los Deportes, en 1939, con el primer equipo Carta Blanca, impulsó el auge del Béisbol. El comité decidió que fuera Monterrey la sede, debido a la infraestructura existente y el apoyo de la cervecería.
La empresa designó al Lic. Rafael Domínguez García como primer director para Inaugurar el Salón de la Fama del Béisbol Profesional de México y en la convención anual del béisbol realizada en Hermosillo en 1972 se presentaron los bocetos. En esa misma convención se eligieron a otros once inmortales: Roberto "Beto" Ávila, José Luis "Chile" Gómez, Baldomero "Melo" Almada, Alberto Romo Chávez, Jesús "Cochihuila" Valenzuela, Alejandro Aguilar Reyes "Fray Nano", Jorge Pasquel, Ernesto Carmona, Roy Campanella, Joshua Gibson, y Monford "Monte" Irvin. En noviembre se incorporó al equipo Magdalena Rosales, actual directora, haciendo las labores de recopilación de material para tener listo el Salón el día de su inauguración.
Se inauguró el 10 de marzo de 1973, con la entronización de los personajes mencionados, incluyendo los de las votaciones de 1939 y 1964. En el evento estuvieron invitados personajes importantes como el entonces Comisionado de la MLB, Bowie Kuhn. Desde entonces, año con años son inmortalizados grandes personajes de la pelota mexicana.

## Instalaciones

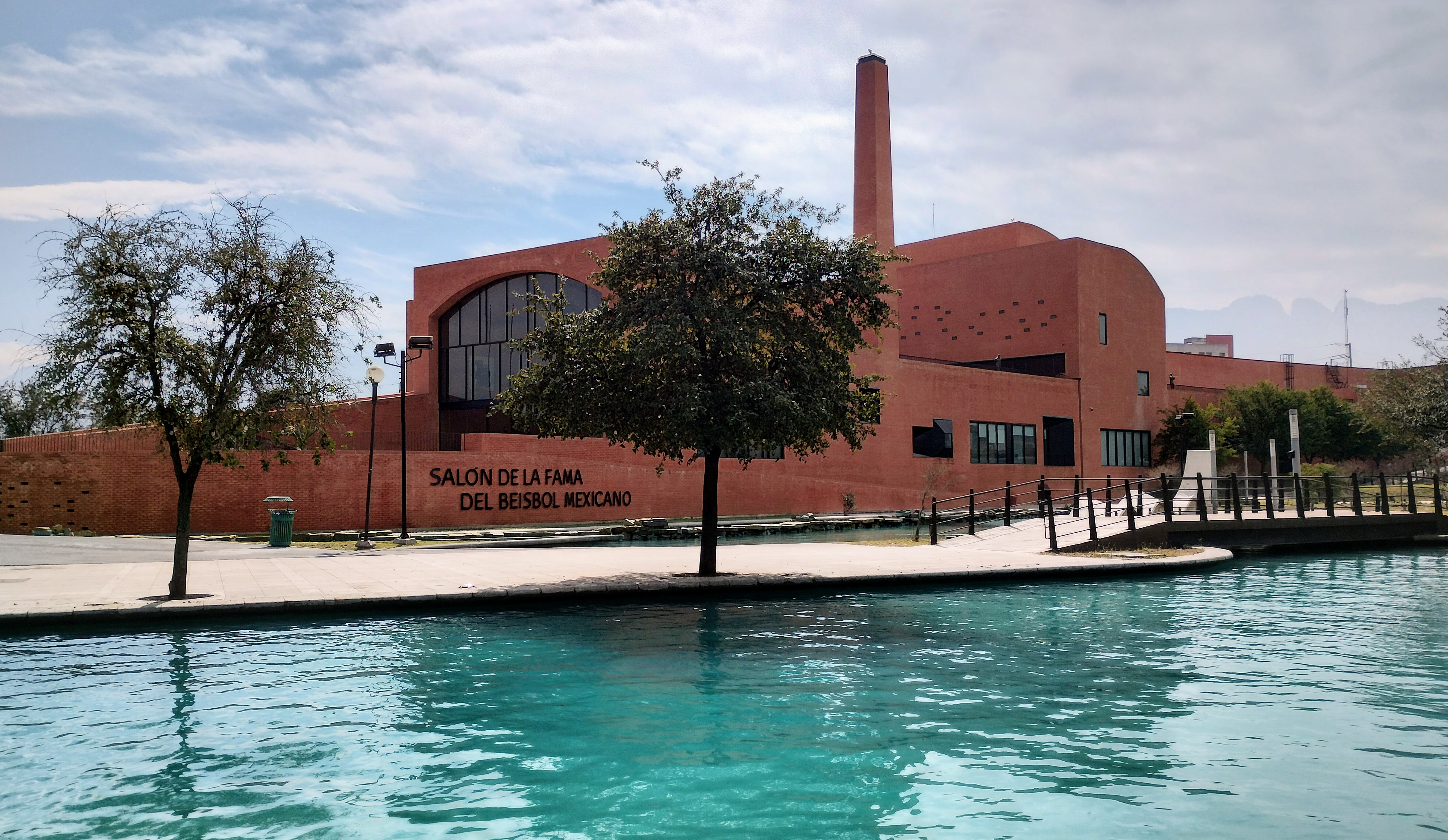
Fachada principal del Salón vista desde el Paseo de Santa Lucía (en 2024).

En los primeros años, este espacio cultural y deportivo presentaba una serie de fotografías y objetos personales de los inmortales que podían ser admirados durante el recorrido de los visitantes. En 1997 hubo algunos cambios durante la remodelación realizada con motivo del 25° aniversario, transformándose formalmente en un museo con guion y discurso definido, afirmando su vocación especializada en la historia del béisbol. Durante sus primeros veinticinco años de existencia, de 1973 a 1997, el Salón de la Fama ocupó un espacio de 1500 m² que aumentaron a 3000 m² con la remodelación.
Actualmente el Salón de la Fama está constituido por el Nicho de Inmortales, un Museo de Béisbol integrado por cinco salas, sala de exposiciones temporales y área interactiva, todo esto precedido por una plazoleta que presenta las imágenes de Héctor Espino, Fernando Valenzuela, "Beto" Ávila, Babe Ruth, Cy Young y Ty Cobb.
El Recinto de los Inmortales del béisbol mexicano está construido en mármol, cristal y bronce. En ese espacio están colocadas las placas con los rostros en relieve de los personajes entronizados y una síntesis biográfica con sus logros o hazañas realizadas, por las cuales fueron inmortalizados.
El Jardín Práctico-Experimental integra la tecnología en avanzados programas interactivos, relacionando conocimientos del béisbol con temas de ciencias, matemáticas, comunicación, historia y geografía de diferentes niveles, así como la práctica de batear, pitchear y fildear, dentro de las mismas instalaciones, entre otros atractivos.
El área llamada Exposiciones Temporales, lugar donde se muestran fotos, biografías y objetos personales de los personajes inmortalizados durante la entronización más reciente, así como muestras beisboleras importantes o de algún beisbolista renombrado. 
El miniestadio, sitio recreativo y lugar donde se llevan a cabo conferencias de prensa, presentaciones y otras actividades relacionadas con el béisbol.

## Miembros actuales
El Salón de la Fama cuenta con 200 Inmortales, de los cuales 95 de ellos han fallecido. Son 149 mexicanos, 16 cubanos, 12 estadounidenses y un puertorriqueño. 
Por actividad o departamento, los inmortales están clasificados de la siguiente forma: 7 manejadores, 9 receptores, 8 primeras bases, 11 segundas bases, 13 terceras bases, 9 short stops, 23 jardineros, 49 lanzadores, 9 ampayers, 21 directivos y 19 cronistas.
| 1939. - Leonardo 'Najo' Alanis - Fernando Barradas 'Cocuite' - Antonio Delfín 'Lañiza' - Lucas 'Indio' Juárez - Julio Molina 'Diamante Blanco' 1964. - Ramón Bragaña 'El Profesor' - Genaro Casas - Ángel Castro - Martín Dihigo - Lázaro Salazar 'El Príncipe de Belen' - Epitacio 'La Mala' Torres 1971. - Alejandro Aguilar Reyes 'Fray Nano' - Baldomero 'Melo' Almada - Roberto 'Beto' Ávila - Roy Campanella - Ernesto Carmona V. - Joshua 'Josh' Gibson - José Luis 'Chile' Gómez - Monford 'Monte' Irvin - Jorge Pasquel Casanueva - Alberto Romo Chávez - Jesús 'Cochihuila' Valenzuela 1973. - Agustín "Pijini" Bejerano - Anuar Canavati - Manuel Oliveros - Roberto Ortiz - Lázaro Penagos - Daniel 'La Coyota' Ríos 1974. - Ramiro Cuevas - Alfred Pinkston - Agustín Verde 1976. - Guillermo 'Huevito' Álvarez - Fernando Manuel Campos 'Fray Kempis' - Luis 'Molinero' Montes de Oca 1977. - Santos 'Canguro' Amaro - Guillermo 'Memo' Garibay 1978. - Felipe Montúfar 1979. - Jesús 'Chanquilón' Díaz - Basilio 'El Brujo' Rosell 1980. - Carlos Alberto González - Ramón Montes de Oca - Eduardo 'Lalo' Orvañanos - Leonardo 'Leo' Rodríguez 1981. - Tomás Arroyo - Salvador Castro - Vinicio García - Apolinar Pulido 'Polín' 1982. - Mario Ariosa - Manuel 'Ciclón' Echeverría - Horacio López Díaz 'Macacho' - Francisco 'Panchillo' Ramírez - Burnis 'Wild Bill' Wright 1983. - José Bache - Ronaldo 'Ronnie' Camacho - Felipe 'Clipper' Montemayor - Alejo Peralta y Díaz Ceballos - Rafael Reyes Nájera 'Kid Alto' - Claudio Solano 1984. - Gabriel Atristain - Miguel Fernández 'Becerril' - Manuel González Caballero - Guillermo 'Memo' López - Alfonso 'La Tuza' Ramírez 1985. - Adolfo Luque - Porfirio 'Chio' Martínez - Miguel Sotelo 1986. - Rubén Amaro 'Cangurito' - Moisés Camacho - Marcos Valdez 'Bugarini' - Benjamín 'Papelero' Valenzuel |  | 1987. - Manuel 'Moro' Chávez - Jesús 'Jesse' Flores - Juan Ley Fong 'El Chino' - Guillermo 'Memo' Luna - Raúl Mendoza Mancilla - Antonio Ramírez Muro 1988. - Abel Francisco Cano - Lino Donoso - Héctor Espino 'el Supermán de Chihuahua' - Horacio Piña 'El Ejote' - Arnulfo Rodríguez - Pedro 'El Mago' Septién 1989. - Raymond 'Mamerto' Dandrige - Oscar 'Rápido' Esquivel - José 'Zacatillo' Guerrero - Teodoro Mariscal 1990. - Amado Maestri - Ramón 'Diablo' Montoya - Tomás "Tommy" Morales - Alfredo 'Yaqui' Ríos Meza - Alfonso Robinson Bours 1991. - Jaime Corella - Juan Lima - Chara Mansur - Antonio Pollorena - Agustín de Valdez 1992. - Jorge Blanco - José Peña Gutiérrez - Benjamín 'Cananea' Reyes - Armando Rodríguez - Vicente 'Huevo' Romo 1993. - Ramón Arano 'Tres Patines' - Humberto Galaz - René González - Aurelio López 'El Buitre' - Homobono Márquez - Alfredo Ortiz 'El Zurdo' - Óscar Rodríguez 1994. - Carlos Galina - Miguel 'Pilo' Gaspar - Jaime Pérez Avella - Celerino Sánchez - Miguel Suárez 1995. - Rodolfo 'Mulo' Alvarado - William Berzunza - Arnoldo 'Kiko' Castro - Aurelio Rodríguez 1996. - Jorge 'Sonny' Alarcón - César Díaz - Juan Manuel Ley López - Orestes 'Minnie' Miñoso - Jorge 'Charolito' Orta 1997. - Alfonso Araujo Bojorquez - Andrés Ayón - Maximino León - Víctor Saíz 1998. - Eugenio Garza Sada - Marcelo Juárez - Juan Navarrete - Miguel Solís 1999. - George Brunet - Gregorio Luque - Francisco Maytorena - Pedro Treto Cisneros 2000. - Francisco 'Paquín' Estrada - Gabriel Lugo Morales - Roberto Méndez - Mario Mendoza Aispuru 2001. - Jorge Fitch - Jack Pierce - Pedro 'Charrascas' Ramírez - Rodolfo 'Rudy' Sandoval |  | 2002. - Salomé Barojas - Ernesto Escárrega - Mario Hernández Maytorena - José Maíz García - Roberto Mansur Galán - Jesús Sommers 2003. - Nelson Barrera 'El Almirante' - Enrique Kerlegand - Andrés Mora - Enrique Romo - Fermín 'Burbuja' Vázquez 2004. - Isidro 'Sid' Monge - Elpidio Osuna - Francisco 'Chico' Rodríguez - Ismael Ruiz 2005. - Cecilio 'Cy' Acosta - Enrique Aguilar - Herminio Domínguez - Rafael García - Álvaro Lebrija 2006. - José Isabel "Chabelo" Jiménez - Jaime Orozco - Sergio Robles - Jorge de la Serna - Raymundo 'Ray' Torres 2007. - Francisco Alcaraz - Benjamín Cerda - Alfonso 'Houston' Jiménez - Carlos Soto 2008. - Antonio Briones - Enrique Castillo - Arcadio 'Cayo' Valenzuela 2009. - Arturo 'El Rey' González - Juan José Pacho - Salvador Colorado - José Domingo Setién 2010. - Derek Bryant - Efraín Ibarra - Armando Reynoso - Gerardo 'Polvorita' Sánchez - Alonso Téllez 2011. - Jimmie Collins - Mercedes Esquer - Teodoro Higuera - Dr. Arturo León Lerma 2012 - Ángel Moreno Veneroso - Alejandro Ortiz - Juan Francisco ¨Chico¨ Rodríguez - Eduardo Valdez Vizcarra 2013 - Jesús “Chito” Ríos - Cornelio García - Juan Suby - Alfredo Mariscal - Jesús Monter 2014 - Fernando 'Toro' Valenzuela - Ricardo Sáenz de la Paz - Daniel Fernández Méndez - Cuauhtémoc Rodríguez 2020 - Matías Carrillo - Vinicio Castilla - Isidro Márquez - José Luis Sandoval - Eduardo Jiménez - William "Barney" Serrel - Jorge Menéndez Torre 2023 - Don Alfredo Harp Helú - Luis Arredondo - Roberto Vizcarra - Javier Robles - Noé Muñoz - Juan Gabriel Castro - Alejo Ahumada - Jesús Moreno - Tomás Herrera |  |  |

## Directores
- Rafael Domínguez García: 1973-1995
- Juan Filizola González: 1996-2001
- Magdalena Rosales Ortiz: 2001-2008 (hasta el 15 de julio)
- Alberto Saucedo Flores: 2008-2010
- Francisco Fernando Padilla Dávila 2019 actual